# Nyakigezi (vattendrag i Burundi, Kayanza)
Nyakigezi är ett vattendrag i Burundi.   Det ligger i provinsen Kayanza, i den nordvästra delen av landet, 40 km nordost om huvudstaden Bujumbura.
Omgivningarna runt Nyakigezi är en mosaik av jordbruksmark och naturlig växtlighet. Runt Nyakigezi är det tätbefolkat, med 297 invånare per kvadratkilometer.